# Kelsey Bay
Kelsey Bay är en vik i Kanada.   Den ligger i Strathcona Regional District och provinsen British Columbia, i den sydvästra delen av landet, 3 700 km väster om huvudstaden Ottawa.
I omgivningarna runt Kelsey Bay växer i huvudsak barrskog. Runt Kelsey Bay är det glesbefolkat, med 17 invånare per kvadratkilometer.